# Държавен преврат в Египет (2013 г.)
На 3 юли 2013 година началникът на въоръжените сили на Египет, генерал Абдел Фатах ел-Сиси, отстранява президента на Египет Мохамед Морси от власт и суспендира египетската конституция. Преди това военните части поставят ултиматум пред правителството да „разреши различията“ с опонентите си, докато в страната бушуват национални протести. Военните арестуват Морси и водачите на Мюсюлманско братство и обявяват Главния съдия на Висшия конституционен съд на Египет, Адли Мансур, за временен президент на Египет. Това заявление е последвано от демонстрации и сблъсъци в цял Египет между поддръжници и опоненти на този ход. Акцията на военните е подкрепена от Великия шейх на ал-Ажар, Ахмед ел-Тайеб, от Коптския православен папа Тавадрос II и опозиционния лидер Мохамед ел Барадей.
Събитията пораждат смесени международни реакции. Повечето арабски лидери като цяло подкрепят или заемат неутрална страна, с изключение на Катар и Тунис, които осъждат действията на военните. От САЩ постъпват премерени отзиви. Африканският съюз има регулации за прекъсването на конституционното управление във всяка държава членка, и заради това Египет е отстранен от Съюза. В повечето западни страни събитията са наричани преврат, а поддръжниците ги наричат революция.
Последват протести в подкрепа на Морси, но те са премазани със сила, като ислямистите са разпръснати и убити на 14 август 2013 г., докато в страната все още има безредици. Стотици протестиращи са убити от полицията и военните структури.